# جودي سترونج
جودي سترونج (بالإنجليزية: Judy Strong)‏ هي لاعب هوكي الحقل أمريكية، ولدت في 26 مارس 1960 في نورثهامبتون في الولايات المتحدة.

## وصلات خارجية
- جودي سترونج على موقع اللجنة الأولمبية الدولية (الإنجليزية)
- جودي سترونج على موقع أوليمبيديا (الإنجليزية)